# Hillebard
För andra betydelser, se Hillebard (olika betydelser).

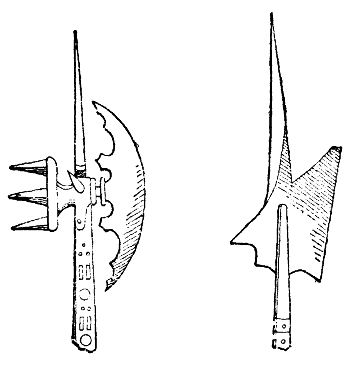
Schweiziska hillebarder från 1400-talet.

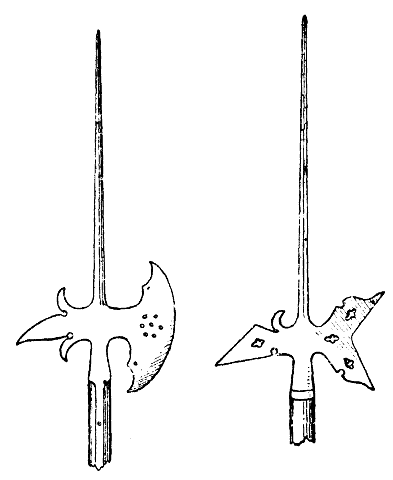
Svenska hillebarder från 1500-talet.

Hillebard eller hällebard, även spjutyxa, är ett medeltida och tidigmodernt stångvapen avsett för hugg och stötar, bestående av ett 1,5–2,5 meter långt stångskaft på vilket det anbringats en stridsyxliknande klinga kallad bard eller bila, upptill försedd med en spjutspets och baktill med en hake. Det är egentligen svårt att dra en klar gräns mellan den tidigt utformade hillebarden och den med stötklingor försedda pålyxan, men hillebarden hade alltid längre skaft.

## Etymologi
Hillebard förekommer med flera olika ordformer historiskt, såsom varianten "hellebard". Efterledet "bard" är ett äldre ord för stridsyxa och härleds från medellågtyskans barde i samma betydelse (jämför högtyska: barte), men förledet hille/hälle/helle har en omtvistad härledning. Möjligen kommer förledet från medellågtyska helm/halm som bland annat betyder skaft (stjälk/strå), det vill säga "skaftyxa".

## Historia
Under den kinesiska epoken De stridande staterna (481 f.Kr.-221 f.Kr.) uppkom vapnet "ji" (戟) som är att jämföra med en hillebard.
Man anser att hillebarden i Europa under 1200-talet utvecklats ur skäggyxan. Yxbladet gjordes bredare nedåt och dess övre del utbildades till en stötklinga. De äldsta hillebarderna var huvudsakligen huggvapen även om de också kunde användas till att stöta med. Det var ett "fruktansvärt vapen med vilka schweizarna klöv även de bäst utrustade motståndare som med en rakkniv och högg dem i stycken" enligt en samtida krönikör i början av 1300-talet. Senare under detta sekel när rustningarna nära nog helt kom att bestå av järnplåt och huggen inte längre blev så verksamma förbättrades i stället stötförmågan hos vapnet genom utformningen av stötklingan. Man försåg även vapnet baktill med en horisontellt utstående pik som användes av vapnets bärare, hillebardjären, till att hugga med och till att dra ned ryttaren av hästen. Under 1400- och 1500-talen utvecklades hillebarden i en mängd olika varianter påverkade dels av motståndarens skyddsvapen, dels av de olika tidernas stridssätt.
Hillebarden användes i de europeiska härarna i stor utsträckning som skydd mot rytterianfall fram till 1400-talets slut och vid 1500-talets början då äldre typer av spjut och andra stångvapen började trängas undan av piken.
Under 1600-talet var hillebarden allmänt ett underofficersvapen och användes som befälstecken för underofficerare till början på 1800-talet. I Sverige kallades de "korsgevär" (från tyska Kurzgewehr - kort värja).
Sena exempel på underofficershillebarder är de espatons som Napoleon 1809 förordnade att de franska infanteriregementenas andre och tredje örnbärare skulle beväpnas med.
Ännu i början av 1900-talet bars hillebarder som dekorationsvapen bland annat i Spanien av konungens livvakt. Spontonen däremot var ett officersvapen och befälstecken för officerare. 
Hillebarden har även varit en del av beväpningen vid Schweizergardet (tillsammans med ett kort svärd), sedan gardets grundande för över 500 år sedan. Idag bär den dock mest en symbolisk roll, då gardet även har tillgång till moderna vapen. Vid vakttjänst är dock hillebarden huvudbeväpningen för en schweizergardist.

## Galleri

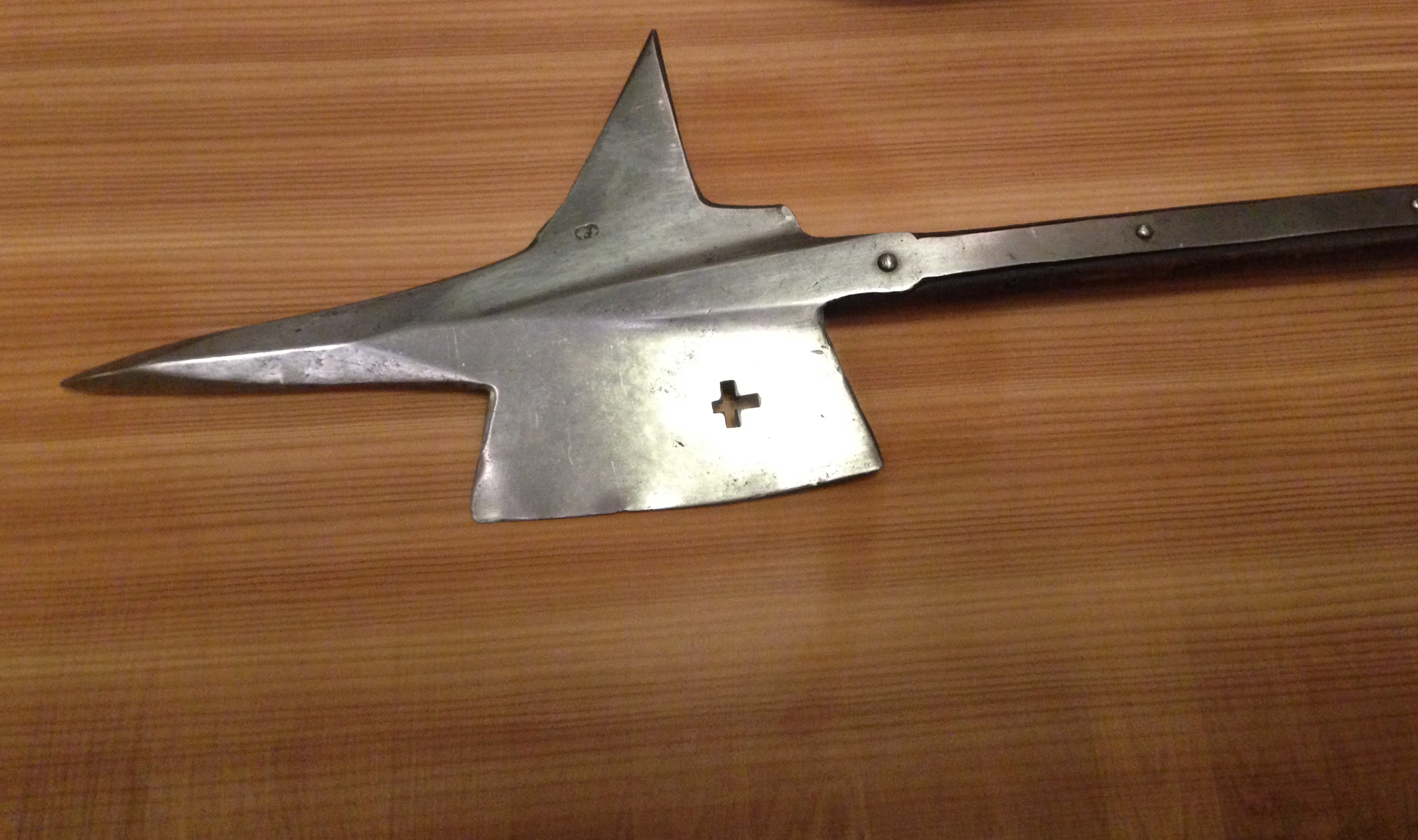
Schweizisk hillebard från 1400-talet
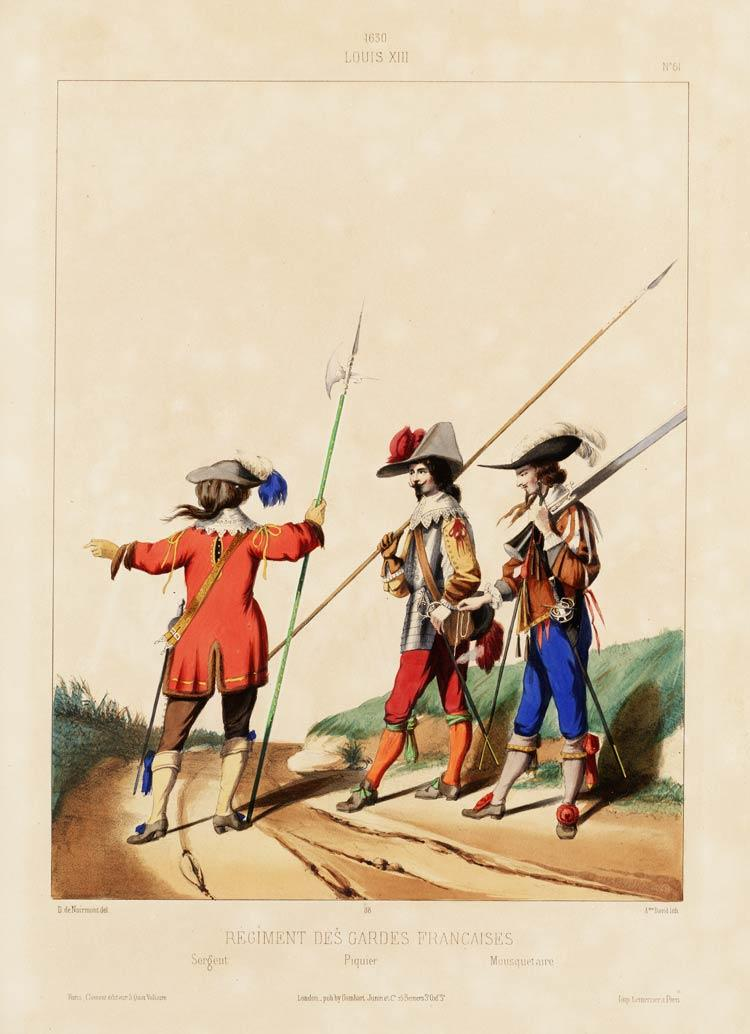
Fransk underofficer med korsgevär (till vänster) ca 1630, litografi från 1800-talet.
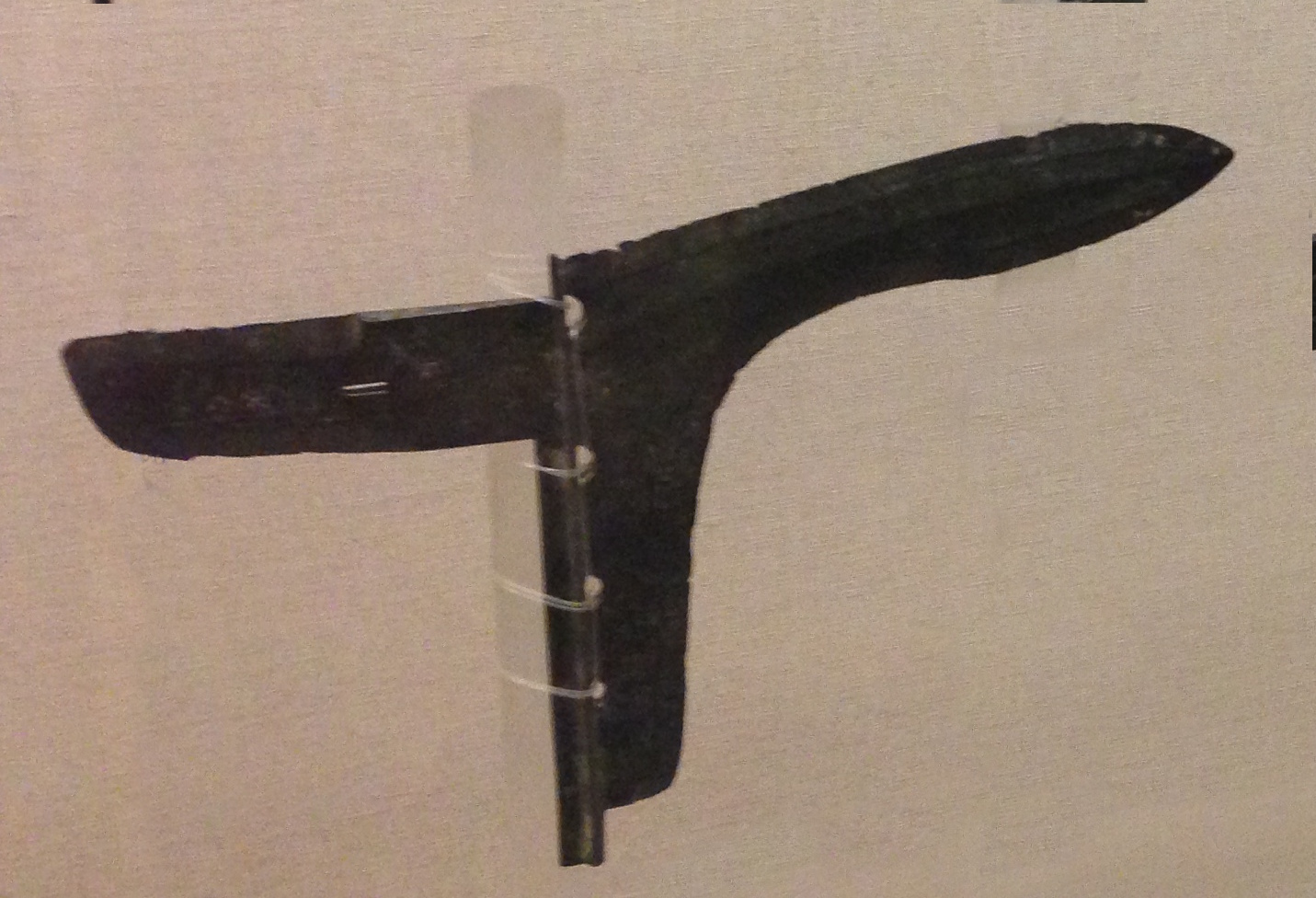
Kinesisk hillebard, ji (戟), utgrävd från Terrakottaarmén. Qindynastin (221 f.Kr.-206 f.Kr.)

### Tryckta verk
- J Alm, Blanka vapen och skyddsvapen, Militärlitteraturförenings förlag, Norstedt & Söner 1932